# El Bruguer (Sant Julià de Vilatorta)
El Bruguer és una obra del municipi de Sant Julià de Vilatorta (Osona) inclosa en l'Inventari del Patrimoni Arquitectònic de Catalunya.

## Descripció
Masia de planta rectangular (10 x 15 m), coberta a dues vessants i amb el carener paral·lel a la façana, situada a Sud-oest. Consta de planta baixa, pis i golfes. Actualment se li ha afegit un altre cos a la banda de ponent i al centre de l'edificació hi ha un cos sobre aixecat. La façana presenta un portal d'arc rebaixat amb inscripció, abrigat sota un cos de dos pisos de galeries d'arc rebaixat sostinguts per pilars. A llevant diverses finestres amb els ampits motllurats. A ponent s'hi adossa un cos. A tramuntana hi ha diverses finestres, una de les quals és conopial i correspon segurament a l'antiga façana. A davant es conserva una lliça enllosada. L'estat de conservació és bo.

## Història
El topònim de Bruguer pot provenir pel fet que en aquest lloc hi creixen molts brucs i antigament s'havien fet escombres. Aquesta casa formava part del patrimoni dels Lleopart, que van concedir el Bruguer com a dot d'una afillada seva. Actualment en són propietaris els senyors Masramon. Hi viuen i la seva família va fer les reformes a la part Sud-oest, com consta a la llinda del portal (1908). A la part posterior de la casa hi ha dates molt més reculades que es mouen entre els segles XVII i XVIII:
-Llinda de fusta: 16--
-Llinda finestra, 1761
-Portal sud-oest: Per sempre sia alabat/de Jesús el cor Sagrat/ LL. M any 1908 (un cor al mig de la inscripció)